# Шипинки
Шипинки (укр. Шипинки) — село на Украине, находится в Барском районе Винницкой области.
Код КОАТУУ — 0520255315. Население по переписи 2001 года составляет 858 человек. Почтовый индекс — 23056. Телефонный код — 4341.
Занимает площадь 1,256 км².
В селе действует храм Воздвижения Креста Господнего Барского благочиния Винницкой и Барской епархии Украинской православной церкви.

## Адрес местного совета
23053, Винницкая область, Барский р-н, пгт. Копайгород, ул. Ленина